# Лурова, Лейла Хияновна
Лейла Хияновна Лурова  (род. 28 октября 1968, Фрунзе) — депутат Жогорку Кенеша Кыргызской Республики VII созыва от политической партии «Ынтымак» (с 2021 года). Заместитель председатель Комитета по международным делам, внешней миграции, обороне и безопасности (с января 2022 года).

## Биография

### Детство
Родилась 28 октября 1968 года в городе Фрунзе Киргизской ССР. 

### Образование
В 1991 году завершила обучение на экономическом факультете Кыргызского Национального Университета  им. 50 летия СССР по специальности «Оптовая  торговля и Материально-техническое снабжение», экономист.

### Трудовая деятельность
В 1986 году поступила на работу в Кыргызпотребсоюз в  планово-экономический отдел, младшим специалистом. С 1988 по 1989 годы трудилась в ВНИПИстатинформ, там занимались обслуживанием оптовых баз Министерства торговли Киргизской ССР, работала техником-проектировщиком. С 1989 по 1992 годы работала в Кыргызском Государственном предприятии хлебопродуктов и заготовок, в планово-экономическом отделе, ведущим специалистом. С 1992 по 1993 годы трудилась в торговом доме «Адылов и компания».
В 1998 году назначена директором ОсОО «ЛБС Милк Продакшн».
С 2012 по 2016 годы являлась депутатом Бишкекского городского кенеша 26 созыва.
В ноябре 2021 года избран депутатом VII созыва Жогорку Кенеша Кыргызской Республики от политической партии «Ынтымак». С 13 января 2022 года является заместителем председателя Комитета по международным делам, внешней миграции, обороне и безопасности.

### Семья
Замужем, является супругой Марата Турсунбекова — доверенного лица кандидата в президенты Садыра Жапарова на президентских выборах и бывшего директора государственного предприятия «Государственная дирекция по строительству, реконструкции социально-экономических и административных объектов» при Управлении делами президента.

## Награды
- Почётная грамота Кыргызской Республики (2023)[7].
- Почётная грамота ПА ОДКБ (2023 год)[8].